# Venance Dodo
Venance Dodo de L’Isle-en-Rigault, Taufname: Paul (* 5. Oktober 1862 in L’Isle-en-Rigault; † 15. Oktober 1926 in Angers) war von 1914 bis 1920 der 60. Generalminister des Kapuzinerordens.

## Leben
Der 1862 in L'Isle-en-Rigault in Lothringen geborene Paul Louis Dodo hatte Rechtswissenschaften studiert und war Advokat am Appellationsgerichtshof in Paris gewesen, bevor er am 25. Juni 1889, kurz nach seiner Promotion, mit 27 Jahren, als Novize in den Kapuzinerorden eintrat (Ordensname: Venantius a L’Isle-en-Rigault). Am 29. Juni 1895 zum Priester geweiht, wurde er 1903 (wiedergewählt 1906) zum Provinzialminister der Pariser Ordensprovinz gewählt, in der Zeit der heftigen Verfolgung der religiösen Orden durch die klosterfeindliche Dritte Französische Republik (Vereinsgesetz 1901, Gesetz zur Trennung von Kirche und Staat 1905).
Vom Generalkapitel 1908 wurde er zum Generalprokurator des Ordens gewählt, im darauffolgenden Kapitel 1914 zum Generalminister des gesamten Ordens und dann auch zum Konsultor der Religiosenkongregation ernannt. Trotz schwierigster Kriegszeiten visitierte er mehrere Provinzen, förderte die Studien durch seine Rundschreiben und empfahl nachdrücklich die Gründung seraphischer Seminare. Nach sechs Jahren kehrte er in seine Heimatprovinz zurück, überarbeitete die Statuten des Ordens sowie der Nonneninstitute und fasste sie in einem neuen Kodex zusammen. Er starb am 15. Oktober 1926 im Kapuzinerkonvent L’Esvière in Angers.
Als Generalminister veröffentlichte er ein wichtiges Werk für die vergleichende Untersuchung der Ordensgesetzgebung: Monumenta ad Constitutiones Ordinis Fratrum Minorum Capuccinorum pertinentia (Rom, 1916).

## Werke
- De la délégation: De la saisie-arrêt. Paris, 1889 (Dissertation)